# Torneo Finalización 2007 (Colombia)
El Torneo Finalización 2007 fue la sexagésima sexta edición de la Categoría Primera A de fútbol profesional colombiano, siendo el segundo torneo de la temporada 2007. Comenzó el sábado 21 de julio y finalizó el miércoles 19 de diciembre.

## Sistema de juego
En la primera etapa se juegan 18 fechas bajo el sistema de todos contra todos, al término de los cuales los ocho primeros clasificados avanzan a los cuadrangulares semifinales. Allí los ocho equipos se dividen en dos grupos (A, pares y B impares). Los ganadores de cada grupo se enfrentan en diciembre para decidir al campeón del torneo, que obtendrá un cupo en la fase de grupos de la Copa Libertadores 2008.

## Datos de los clubes
| Equipo                 | Ciudad       | Estadio                        | Aforo  |
| ---------------------- | ------------ | ------------------------------ | ------ |
| América de Cali        | Cali         | Olímpico Pascual Guerrero      | 45.195 |
| Atlético Bucaramanga   | Bucaramanga  | Alfonso López                  | 28.000 |
| Atlético Huila         | Neiva        | Guillermo Plazas Alcid         | 27.000 |
| Atlético Nacional      | Medellín     | Atanasio Girardot              | 53.000 |
| Boyacá Chicó           | Tunja        | La Independencia               | 6.000  |
| Cúcuta Deportivo       | Cúcuta       | General Santander              | 45.000 |
| Deportes Quindío       | Armenia      | Centenario                     | 29.000 |
| Deportes Tolima        | Ibagué       | Manuel Murillo Toro            | 31.000 |
| Deportivo Cali         | Cali         | Olímpico Pascual Guerrero      | 45.195 |
| Deportivo Pasto        | Pasto        | Departamental Libertad         | 27.380 |
| Deportivo Pereira      | Pereira      | Hernán Ramírez Villegas        | 30.313 |
| Independiente Medellín | Medellín     | Atanasio Girardot              | 53.000 |
| Atlético Junior        | Barranquilla | Metropolitano Roberto Meléndez | 60.000 |
| La Equidad             | Bogotá       | Metropolitano de Techo         | 4.000  |
| Millonarios            | Bogotá       | Nemesio Camacho El Campín      | 46.018 |
| Once Caldas            | Manizales    | Palogrande                     | 42.553 |
| Real Cartagena         | Cartagena    | Olímpico Jaime Morón León      | 25.000 |
| Independiente Santa Fe | Bogotá       | Nemesio Camacho El Campín      | 46.018 |

## Todos contra todos

### Clasificación
- Tabla de posiciones al 11 de noviembre de 2007.

| Pos | Equipo                 | Pts | PJ | PG | PE | PP | GF | GC | Dif |
| --- | ---------------------- | --- | -- | -- | -- | -- | -- | -- | --- |
| 1.  | Atlético Nacional      | 38  | 18 | 11 | 5  | 2  | 28 | 12 | 16  |
| 2.  | La Equidad             | 34  | 18 | 10 | 4  | 4  | 27 | 18 | 9   |
| 3.  | América de Cali        | 34  | 18 | 10 | 4  | 4  | 24 | 15 | 9   |
| 4.  | Deportes Tolima        | 33  | 18 | 10 | 3  | 5  | 26 | 17 | 9   |
| 5.  | Cúcuta Deportivo       | 32  | 18 | 9  | 5  | 4  | 30 | 19 | 11  |
| 6.  | Deportivo Pasto        | 30  | 18 | 8  | 6  | 4  | 28 | 16 | 12  |
| 7.  | Once Caldas            | 29  | 18 | 8  | 5  | 5  | 29 | 22 | 7   |
| 8.  | Boyacá Chicó           | 27  | 18 | 7  | 6  | 5  | 20 | 18 | 2   |
| 9.  | Deportes Quindío       | 26  | 18 | 8  | 2  | 8  | 29 | 27 | 2   |
| 10. | Independiente Medellín | 25  | 18 | 8  | 1  | 9  | 22 | 25 | -3  |
| 11. | Millonarios            | 20  | 18 | 5  | 5  | 8  | 18 | 28 | -10 |
| 12. | Deportivo Cali         | 18  | 18 | 3  | 9  | 6  | 18 | 20 | -2  |
| 13. | Atlético Junior        | 18  | 18 | 5  | 3  | 10 | 17 | 28 | -11 |
| 14. | Atlético Bucaramanga   | 17  | 18 | 5  | 2  | 11 | 20 | 28 | -8  |
| 15. | Atlético Huila         | 17  | 18 | 3  | 8  | 7  | 17 | 27 | -10 |
| 16. | Deportivo Pereira      | 17  | 18 | 3  | 8  | 7  | 15 | 25 | -10 |
| 17. | Real Cartagena         | 14  | 18 | 3  | 5  | 10 | 16 | 25 | -9  |
| 18. | Independiente Santa Fe | 13  | 18 | 2  | 7  | 9  | 16 | 30 | -14 |

 Pts=Puntos; PJ=Partidos jugados; G=Partidos ganados; E=Partidos empatados; P=Partidos perdidos; GF=Goles a favor; GC=Goles en contra; DIF=Diferencia de gol
|  | Clasificado para los cuadrangulares semifinales. |
|  | Eliminado                                        |
|  | Descendido a la Categoría Primera B              |

### Resultados
| Fecha 1 - 22 de julio de 2007 | Fecha 1 - 22 de julio de 2007 | Fecha 1 - 22 de julio de 2007 |
| Equipo Local                  | Resultado                     | Equipo Visitante              |
| ----------------------------- | ----------------------------- | ----------------------------- |
| Once Caldas                   | 1 - 0                         | Cúcuta Deportivo              |
| Atlético Nacional             | 0 - 0                         | La Equidad                    |
| Junior                        | 2 - 1                         | Santa Fe                      |
| América de Cali               | 1 - 2                         | Boyacá Chicó                  |
| Deportivo Pasto               | 1 - 0                         | Independiente Medellín        |
| Atlético Bucaramanga          | 0 - 1                         | Deportivo Pereira             |
| Millonarios                   | 1 - 0                         | Real Cartagena                |
| Deportes Tolima               | 3 - 0                         | Atlético Huila                |
| Deportes Quindío              | 1 - 1                         | Deportivo Cali                |

| Fecha 2 - 29 de julio de 2007 | Fecha 2 - 29 de julio de 2007 | Fecha 2 - 29 de julio de 2007 |
| Equipo Local                  | Resultado                     | Equipo Visitante              |
| ----------------------------- | ----------------------------- | ----------------------------- |
| Santa Fe                      | 0 - 2                         | Atlético Nacional             |
| Atlético Huila                | 1 - 0                         | Junior                        |
| La Equidad                    | 1 - 0                         | América de Cali               |
| Boyacá Chicó                  | 1 - 1                         | Atlético Bucaramanga          |
| Deportivo Pereira             | 0 - 3                         | Once Caldas                   |
| Cúcuta Deportivo              | 2 - 0                         | Deportes Quindío              |
| Real Cartagena                | 1 - 0                         | Deportes Tolima               |
| Deportivo Cali                | 4 - 4                         | Deportivo Pasto               |
| Independiente Medellín        | 2 - 1                         | Millonarios                   |

| Fecha 3 - 5 de agosto de 2007 | Fecha 3 - 5 de agosto de 2007 | Fecha 3 - 5 de agosto de 2007 |
| Equipo Local                  | Resultado                     | Equipo Visitante              |
| ----------------------------- | ----------------------------- | ----------------------------- |
| América de Cali               | 3 - 2                         | Santa Fe                      |
| Deportes Quindío              | 1 - 2                         | Once Caldas                   |
| Atlético Bucaramanga          | 1 - 2                         | La Equidad                    |
| Deportivo Pereira             | 0 - 1                         | Boyacá Chicó                  |
| Junior                        | 4 - 2                         | Real Cartagena                |
| Deportes Tolima               | 4 - 2                         | Independiente Medellín        |
| Deportivo Pasto               | 3 - 0                         | Cúcuta Deportivo              |
| Atlético Nacional             | 3 - 2                         | Atlético Huila                |
| Millonarios                   | 1 - 2                         | Deportivo Cali                |

| Fecha 4 - 12 de agosto de 2007 | Fecha 4 - 12 de agosto de 2007 | Fecha 4 - 12 de agosto de 2007 |
| Equipo Local                   | Resultado                      | Equipo Visitante               |
| ------------------------------ | ------------------------------ | ------------------------------ |
| Cúcuta Deportivo               | 2 - 2                          | Millonarios                    |
| Once Caldas                    | 2 - 3                          | Deportivo Pasto                |
| Santa Fe                       | 4 - 1                          | Atlético Bucaramanga           |
| Deportes Quindío               | 3 - 1                          | Deportivo Pereira              |
| Real Cartagena                 | 0 - 2                          | Atlético Nacional              |
| Atlético Huila                 | 1 - 1                          | América de Cali                |
| La Equidad                     | 3 - 1                          | Boyacá Chicó                   |
| Deportivo Cali                 | 1 - 2                          | Deportes Tolima                |
| Independiente Medellín         | 3 - 1                          | Junior                         |

| Fecha 5 - 19 de agosto de 2007 | Fecha 5 - 19 de agosto de 2007 | Fecha 5 - 19 de agosto de 2007 |
| Equipo Local                   | Resultado                      | Equipo Visitante               |
| ------------------------------ | ------------------------------ | ------------------------------ |
| Deportes Tolima                | 2 - 0                          | Cúcuta Deportivo               |
| Millonarios                    | 1 - 2                          | Once Caldas                    |
| América de Cali                | 1 - 0                          | Real Cartagena                 |
| Junior                         | 2 - 1                          | Deportivo Cali                 |
| Deportivo Pereira              | 2 - 2                          | La Equidad                     |
| Boyacá Chicó                   | 0 - 1                          | Santa Fe                       |
| Atlético Bucaramanga           | 5 - 0                          | Atlético Huila                 |
| Deportivo Pasto                | 1 - 2                          | Deportes Quindío               |
| Atlético Nacional              | 1 - 0                          | Independiente Medellín         |

| Fecha 6 - 26 de agosto de 2007 | Fecha 6 - 26 de agosto de 2007 | Fecha 6 - 26 de agosto de 2007 |
| Equipo Local                   | Resultado                      | Equipo Visitante               |
| ------------------------------ | ------------------------------ | ------------------------------ |
| Independiente Medellín         | 1 - 3                          | América de Cali                |
| Deportivo Cali                 | 1 - 1                          | Atlético Nacional              |
| Once Caldas                    | 0 - 1                          | Deportes Tolima                |
| Santa Fe                       | 1 - 2                          | La Equidad                     |
| Deportivo Pasto                | 1 - 1                          | Deportivo Pereira              |
| Cúcuta Deportivo               | 2 - 0                          | Junior                         |
| Real Cartagena                 | 3 - 1                          | Atlético Bucaramanga           |
| Atlético Huila                 | 0 - 0                          | Boyacá Chicó                   |
| Deportes Quindío               | 6 - 1                          | Millonarios                    |

| Fecha 7 - 2 de septiembre de 2007 | Fecha 7 - 2 de septiembre de 2007 | Fecha 7 - 2 de septiembre de 2007 |
| Equipo Local                      | Resultado                         | Equipo Visitante                  |
| --------------------------------- | --------------------------------- | --------------------------------- |
| Deportivo Pereira                 | 2 - 2                             | Santa Fe                          |
| América de Cali                   | 0 - 0                             | Deportivo Cali                    |
| Millonarios                       | 0 - 3                             | Deportivo Pasto                   |
| Junior                            | 4 - 2                             | Once Caldas                       |
| La Equidad                        | 2 - 1                             | Atlético Huila                    |
| Boyacá Chicó                      | 1 - 1                             | Real Cartagena                    |
| Atlético Bucaramanga              | 0 - 1                             | Independiente Medellín            |
| Deportes Tolima                   | 1 - 1                             | Deportes Quindío                  |
| Atlético Nacional                 | 0 - 1                             | Cúcuta Deportivo                  |

| Fecha 8 - 9 de septiembre de 2007 | Fecha 8 - 9 de septiembre de 2007 | Fecha 8 - 9 de septiembre de 2007 |
| Equipo Local                      | Resultado                         | Equipo Visitante                  |
| --------------------------------- | --------------------------------- | --------------------------------- |
| Independiente Medellín            | 0 - 2                             | Boyacá Chicó                      |
| Deportivo Cali                    | 1 - 1                             | Atlético Bucaramanga              |
| Cúcuta Deportivo                  | 2 - 0                             | América de Cali                   |
| Millonarios                       | 1 - 0                             | Deportivo Pereira                 |
| Deportes Quindío                  | 1 - 0                             | Junior                            |
| Real Cartagena                    | 1 - 2                             | La Equidad                        |
| Atlético Huila                    | 0 - 0                             | Santa Fe                          |
| Once Caldas                       | 2 - 2                             | Atlético Nacional                 |
| Deportivo Pasto                   | 2 - 0                             | Deportes Tolima                   |

| Fecha 9 - 16 de septiembre de 2007 | Fecha 9 - 16 de septiembre de 2007 | Fecha 9 - 16 de septiembre de 2007 |
| Equipo Local                       | Resultado                          | Equipo Visitante                   |
| ---------------------------------- | ---------------------------------- | ---------------------------------- |
| Once Caldas                        | 2 - 2                              | Deportivo Pereira                  |
| Deportivo Cali                     | 0 - 1                              | América de Cali                    |
| Real Cartagena                     | 1 - 0                              | Junior                             |
| Independiente Medellín             | 1 - 4                              | Atlético Nacional                  |
| Boyacá Chicó                       | 1 - 0                              | Deportes Quindío                   |
| La Equidad                         | 0 - 0                              | Deportivo Pasto                    |
| Atlético Huila                     | 3 - 0                              | Deportes Tolima                    |
| Cúcuta Deportivo                   | 3 - 1                              | Atlético Bucaramanga               |
| Santa Fe                           | 0 - 1                              | Millonarios                        |

| Fecha 10 - 23 de septiembre de 2007 | Fecha 10 - 23 de septiembre de 2007 | Fecha 10 - 23 de septiembre de 2007 |
| Equipo Local                        | Resultado                           | Equipo Visitante                    |
| ----------------------------------- | ----------------------------------- | ----------------------------------- |
| Boyacá Chicó                        | 1 - 1                               | Deportivo Cali                      |
| La Equidad                          | 0 - 1                               | Independiente Medellín              |
| Deportes Tolima                     | 0 - 0                               | Millonarios                         |
| América de Cali                     | 2 - 2                               | Once Caldas                         |
| Deportivo Pereira                   | 0 - 0                               | Atlético Huila                      |
| Santa Fe                            | 1 - 1                               | Real Cartagena                      |
| Atlético Bucaramanga                | 1 - 2                               | Cúcuta Deportivo                    |
| Junior                              | 1 - 0                               | Deportivo Pasto                     |
| Atlético Nacional                   | 2 - 1                               | Deportes Quindío                    |

| Fecha 11 - 30 de septiembre de 2007 | Fecha 11 - 30 de septiembre de 2007 | Fecha 11 - 30 de septiembre de 2007 |
| Equipo Local                        | Resultado                           | Equipo Visitante                    |
| ----------------------------------- | ----------------------------------- | ----------------------------------- |
| Deportes Tolima                     | 3 - 0                               | Deportivo Pereira                   |
| Deportes Quindío                    | 0 - 2                               | América de Cali                     |
| Independiente Medellín              | 2 - 0                               | Santa Fe                            |
| Real Cartagena                      | 1 - 2                               | Atlético Huila                      |
| Cúcuta Deportivo                    | 5 - 1                               | Boyacá Chicó                        |
| Deportivo Cali                      | 0 - 1                               | La Equidad                          |
| Millonarios                         | 2 - 0                               | Junior                              |
| Once Caldas                         | 1 - 0                               | Atlético Bucaramanga                |
| Deportivo Pasto                     | 0 - 1                               | Atlético Nacional                   |

| Fecha 12 - 7 de octubre de 2007 | Fecha 12 - 7 de octubre de 2007 | Fecha 12 - 7 de octubre de 2007 |
| Equipo Local                    | Resultado                       | Equipo Visitante                |
| ------------------------------- | ------------------------------- | ------------------------------- |
| Deportivo Pereira               | 1 - 1                           | Real Cartagena                  |
| América de Cali                 | 1 - 0                           | Deportivo Pasto                 |
| Atlético Huila                  | 0 - 3                           | Independiente Medellín          |
| Santa Fe                        | 0 - 0                           | Deportivo Cali                  |
| La Equidad                      | 1 - 0                           | Cúcuta Deportivo                |
| Boyacá Chicó                    | 1 - 0                           | Once Caldas                     |
| Atlético Bucaramanga            | 3 - 2                           | Deportes Quindío                |
| Junior                          | 1 - 2                           | Deportes Tolima                 |
| Atlético Nacional               | 3 - 0                           | Millonarios                     |

| Fecha 13 - 21 de octubre de 2007 | Fecha 13 - 21 de octubre de 2007 | Fecha 13 - 21 de octubre de 2007 |
| Equipo Local                     | Resultado                        | Equipo Visitante                 |
| -------------------------------- | -------------------------------- | -------------------------------- |
| Deportes Quindío                 | 1 - 5                            | Boyacá Chicó                     |
| Millonarios                      | 1 - 2                            | América de Cali                  |
| Once Caldas                      | 2 - 1                            | La Equidad                       |
| Independiente Medellín           | 1 - 0                            | Real Cartagena                   |
| Junior                           | 0 - 0                            | Deportivo Pereira                |
| Deportivo Pasto                  | 2 - 0                            | Atlético Bucaramanga             |
| Cúcuta Deportivo                 | 4 - 1                            | Santa Fe                         |
| Deportivo Cali                   | 2 - 2                            | Atlético Huila                   |
| Deportes Tolima                  | 2 - 1                            | Atlético Nacional                |

| Fecha 14 - 25 de octubre de 2007 | Fecha 14 - 25 de octubre de 2007 | Fecha 14 - 25 de octubre de 2007 |
| Equipo Local                     | Resultado                        | Equipo Visitante                 |
| -------------------------------- | -------------------------------- | -------------------------------- |
| La Equidad                       | 2 - 1                            | Deportes Quindío                 |
| Atlético Bucaramanga             | 1 - 0                            | Millonarios                      |
| Atlético Nacional                | 0 - 0                            | Junior                           |
| Deportivo Pereira                | 2 - 0                            | Independiente Medellín           |
| Real Cartagena                   | 0 - 2                            | Deportivo Cali                   |
| Atlético Huila                   | 2 - 2                            | Cúcuta Deportivo                 |
| Santa Fe                         | 0 - 4                            | Once Caldas                      |
| Boyacá Chicó                     | 0 - 0                            | Deportivo Pasto                  |
| América de Cali                  | 1 - 0                            | Deportes Tolima                  |

| Fecha 15 - 31 de octubre de 2007 | Fecha 15 - 31 de octubre de 2007 | Fecha 15 - 31 de octubre de 2007 |
| Equipo Local                     | Resultado                        | Equipo Visitante                 |
| -------------------------------- | -------------------------------- | -------------------------------- |
| Atlético Nacional                | 2 - 0                            | Deportivo Pereira                |
| Junior                           | 1 - 3                            | América de Cali                  |
| Deportes Tolima                  | 3 - 1                            | Atlético Bucaramanga             |
| Millonarios                      | 2 - 1                            | Boyacá Chicó                     |
| Deportes Quindío                 | 3 - 0                            | Santa Fe                         |
| Once Caldas                      | 2 - 2                            | Atlético Huila                   |
| Cúcuta Deportivo                 | 1 - 0                            | Real Cartagena                   |
| Deportivo Cali                   | 0 - 1                            | Independiente Medellín           |
| Deportivo Pasto                  | 4 - 1                            | La Equidad                       |

| Fecha 16 - 4 de noviembre de 2007 | Fecha 16 - 4 de noviembre de 2007 | Fecha 16 - 4 de noviembre de 2007 |
| Equipo Local                      | Resultado                         | Equipo Visitante                  |
| --------------------------------- | --------------------------------- | --------------------------------- |
| América de Cali                   | 1 - 1                             | Atlético Nacional                 |
| Boyacá Chicó                      | 1 - 0                             | Deportes Tolima                   |
| La Equidad                        | 1 - 1                             | Millonarios                       |
| Santa Fe                          | 0 - 0                             | Deportivo Pasto                   |
| Deportivo Pereira                 | 1 - 0                             | Deportivo Cali                    |
| Real Cartagena                    | 1 - 1                             | Once Caldas                       |
| Atlético Huila                    | 0 - 1                             | Deportes Quindío                  |
| Atlético Bucaramanga              | 2 - 1                             | Junior                            |
| Independiente Medellín            | 1 - 1                             | Cúcuta Deportivo                  |

| Fecha 17 - 7 de noviembre de 2007 | Fecha 17 - 7 de noviembre de 2007 | Fecha 17 - 7 de noviembre de 2007 |
| Equipo Local                      | Resultado                         | Equipo Visitante                  |
| --------------------------------- | --------------------------------- | --------------------------------- |
| América de Cali                   | 2 - 0                             | Deportivo Pereira                 |
| Atlético Nacional                 | 1 - 0                             | Atlético Bucaramanga              |
| Junior                            | 0 - 0                             | Boyacá Chicó                      |
| Deportes Tolima                   | 2 - 1                             | La Equidad                        |
| Deportivo Pasto                   | 1 - 0                             | Atlético Huila                    |
| Deportes Quindío                  | 1 - 0                             | Real Cartagena                    |
| Once Caldas                       | 1 - 0                             | Independiente Medellín            |
| Cúcuta Deportivo                  | 1 - 1                             | Deportivo Cali                    |
| Millonarios                       | 2 - 2                             | Santa Fe                          |

| Fecha 18 - 11 de noviembre de 2007 | Fecha 18 - 11 de noviembre de 2007 | Fecha 18 - 11 de noviembre de 2007 |
| Equipo Local                       | Resultado                          | Equipo Visitante                   |
| ---------------------------------- | ---------------------------------- | ---------------------------------- |
| Atlético Huila                     | 1 - 1                              | Millonarios                        |
| Boyacá Chicó                       | 1 - 2                              | Atlético Nacional                  |
| Independiente Medellín             | 3 - 4                              | Deportes Quindío                   |
| Deportivo Cali                     | 1 - 0                              | Once Caldas                        |
| Real Cartagena                     | 3 - 3                              | Deportivo Pasto                    |
| La Equidad                         | 5 - 0                              | Junior                             |
| Santa Fe                           | 1 - 1                              | Deportes Tolima                    |
| Deportivo Pereira                  | 2 - 2                              | Cúcuta Deportivo                   |
| Atlético Bucaramanga               | 1 - 0                              | América de Cali                    |

## Cuadrangulares semifinales
La segunda fase del Torneo Finalización 2007 consiste en los cuadrangulares semifinales. Estos los disputan los ocho mejores equipos del torneo distribuidos en dos grupos de cuatro equipos divididos en pares e impares. Los ganadores de cada grupo se enfrentan en la gran final para definir al campeón.

### Grupo A
| R   | Pos | Equipo            | Pts | PJ | PG | PE | PP | GF | GC | Dif |
| --- | --- | ----------------- | --- | -- | -- | -- | -- | -- | -- | --- |
| (1) | 1.  | Atlético Nacional | 11  | 6  | 3  | 2  | 1  | 8  | 5  | 3   |
| (3) | 2.  | América de Cali   | 10  | 6  | 3  | 1  | 2  | 6  | 6  | 0   |
| (7) | 3.  | Once Caldas       | 7   | 6  | 2  | 1  | 3  | 4  | 5  | -1  |
| (5) | 4.  | Cúcuta Deportivo  | 5   | 6  | 1  | 2  | 3  | 6  | 8  | -2  |

 R=Clasificación en la fase de todos contra todos; Pts=Puntos; PJ=Partidos jugados; G=Partidos ganados; E=Partidos empatados; P=Partidos perdidos; GF=Goles a favor; GC=Goles en contra; DIF=Diferencia de gol
| Fecha 1 - 25 de noviembre de 2007 | Fecha 1 - 25 de noviembre de 2007 | Fecha 1 - 25 de noviembre de 2007 |
| Equipo Local                      | Resultado                         | Equipo Visitante                  |
| --------------------------------- | --------------------------------- | --------------------------------- |
| América de Cali                   | 1 - 0                             | Cúcuta                            |
| Atlético Nacional                 | 1 - 0                             | Once Caldas                       |

| Fecha 2 - 28 de noviembre de 2007 | Fecha 2 - 28 de noviembre de 2007 | Fecha 2 - 28 de noviembre de 2007 |
| Equipo Local                      | Resultado                         | Equipo Visitante                  |
| --------------------------------- | --------------------------------- | --------------------------------- |
| Cúcuta                            | 1 - 2                             | Atlético Nacional                 |
| Once Caldas                       | 1 - 0                             | América de Cali                   |

| Fecha 3 - 2 de diciembre de 2007 | Fecha 3 - 2 de diciembre de 2007 | Fecha 3 - 2 de diciembre de 2007 |
| Equipo Local                     | Resultado                        | Equipo Visitante                 |
| -------------------------------- | -------------------------------- | -------------------------------- |
| América de Cali                  | 2 - 1                            | Atlético Nacional                |
| Cúcuta                           | 0 - 1                            | Once Caldas                      |

| Fecha 4 - 5 de diciembre de 2007 | Fecha 4 - 5 de diciembre de 2007 | Fecha 4 - 5 de diciembre de 2007 |
| Equipo Local                     | Resultado                        | Equipo Visitante                 |
| -------------------------------- | -------------------------------- | -------------------------------- |
| Once Caldas                      | 1 - 2                            | Cúcuta                           |
| Atlético Nacional                | 2 - 0                            | América de Cali                  |

| Fecha 5 - 9 de diciembre de 2007 | Fecha 5 - 9 de diciembre de 2007 | Fecha 5 - 9 de diciembre de 2007 |
| Equipo Local                     | Resultado                        | Equipo Visitante                 |
| -------------------------------- | -------------------------------- | -------------------------------- |
| Atlético Nacional                | 2 - 2                            | Cúcuta                           |
| América de Cali                  | 2 - 1                            | Once Caldas                      |

| Fecha 6 - 12 de diciembre de 2007 | Fecha 6 - 12 de diciembre de 2007 | Fecha 6 - 12 de diciembre de 2007 |
| Equipo Local                      | Resultado                         | Equipo Visitante                  |
| --------------------------------- | --------------------------------- | --------------------------------- |
| Cúcuta                            | 1 - 1                             | América de Cali                   |
| Once Caldas                       | 0 - 0                             | Atlético Nacional                 |

### Grupo B
| R   | Pos | Equipo          | Pts | PJ | PG | PE | PP | GF | GC | Dif |
| --- | --- | --------------- | --- | -- | -- | -- | -- | -- | -- | --- |
| (2) | 1.  | La Equidad      | 12  | 6  | 3  | 3  | 0  | 6  | 3  | 3   |
| (6) | 2.  | Deportivo Pasto | 8   | 6  | 2  | 2  | 2  | 5  | 3  | 2   |
| (4) | 3.  | Deportes Tolima | 6   | 6  | 1  | 3  | 2  | 6  | 6  | 0   |
| (8) | 4.  | Boyacá Chicó    | 4   | 6  | 0  | 4  | 2  | 2  | 7  | -5  |

 R=Clasificación en la fase de todos contra todos; Pts=Puntos; PJ=Partidos jugados; G=Partidos ganados; E=Partidos empatados; P=Partidos perdidos; GF=Goles a favor; GC=Goles en contra; DIF=Diferencia de gol
| Fecha 1 - 25 de noviembre de 2007 | Fecha 1 - 25 de noviembre de 2007 | Fecha 1 - 25 de noviembre de 2007 |
| Equipo Local                      | Resultado                         | Equipo Visitante                  |
| --------------------------------- | --------------------------------- | --------------------------------- |
| Boyacá Chicó                      | 0 - 3                             | Pasto                             |
| Tolima                            | 1 - 2                             | La Equidad                        |

| Fecha 2 - 28 de noviembre de 2007 | Fecha 2 - 28 de noviembre de 2007 | Fecha 2 - 28 de noviembre de 2007 |
| Equipo Local                      | Resultado                         | Equipo Visitante                  |
| --------------------------------- | --------------------------------- | --------------------------------- |
| La Equidad                        | 1 - 1                             | Boyacá Chicó                      |
| Pasto                             | 0 - 0                             | Tolima                            |

| Fecha 3 - 2 de diciembre de 2007 | Fecha 3 - 2 de diciembre de 2007 | Fecha 3 - 2 de diciembre de 2007 |
| Equipo Local                     | Resultado                        | Equipo Visitante                 |
| -------------------------------- | -------------------------------- | -------------------------------- |
| La Equidad                       | 1 - 0                            | Pasto                            |
| Tolima                           | 1 - 1                            | Boyacá Chicó                     |

| Fecha 4 - 5 de diciembre de 2007 | Fecha 4 - 5 de diciembre de 2007 | Fecha 4 - 5 de diciembre de 2007 |
| Equipo Local                     | Resultado                        | Equipo Visitante                 |
| -------------------------------- | -------------------------------- | -------------------------------- |
| Pasto                            | 0 - 1                            | La Equidad                       |
| Boyacá Chicó                     | 0 - 2                            | Tolima                           |

| Fecha 5 - 9 de diciembre de 2007 | Fecha 5 - 9 de diciembre de 2007 | Fecha 5 - 9 de diciembre de 2007 |
| Equipo Local                     | Resultado                        | Equipo Visitante                 |
| -------------------------------- | -------------------------------- | -------------------------------- |
| Boyacá Chicó                     | 0 - 0                            | La Equidad                       |
| Tolima                           | 1 - 2                            | Pasto                            |

| Fecha 6 - 12 de diciembre de 2007 | Fecha 6 - 12 de diciembre de 2007 | Fecha 6 - 12 de diciembre de 2007 |
| Equipo Local                      | Resultado                         | Equipo Visitante                  |
| --------------------------------- | --------------------------------- | --------------------------------- |
| La Equidad                        | 1 - 1                             | Tolima                            |
| Pasto                             | 0 - 0                             | Boyacá Chicó                      |

## Final
| Fecha                                                    | Ciudad   | Equipo local      | Resultado | Equipo visitante  |
| -------------------------------------------------------- | -------- | ----------------- | --------- | ----------------- |
| 16 de diciembre                                          | Bogotá   | La Equidad        | 0 - 3     | Atlético Nacional |
| 19 de diciembre                                          | Medellín | Atlético Nacional | 0 - 0     | La Equidad        |
| Atlético Nacional es campeón por marcador global de 3-0. |          |                   |           |                   |

|                                       |
| Bandera de Colombia                   |
| Campeón Atlético Nacional 10.º título |

## Goleadores
| Jugador               | Equipo            | Goles |
| --------------------- | ----------------- | ----- |
| Dayro Moreno          | Once Caldas       | 16    |
| Diego Cabrera         | Cúcuta Deportivo  | 15    |
| Carlos Daniel Hidalgo | Deportivo Pasto   | 13    |
| Carmelo Valencia      | Atlético Nacional | 9     |
| Édison Toloza         | Deportes Quindío  | 9     |

## Cambios de categoría
| Ascendido a la Primera A | Descendido a la Primera B |
| ------------------------ | ------------------------- |
| Envigado F. C.           | Real Cartagena            |